# Steve Bruce
Steve Roger Bruce (Corbridge, 1960. december 31. –) korábbi angol labdarúgó, posztja szerint hátvéd, majd edző. Bruce Corbridge városában született, és fiatal korában ígéretes játékosnak számított. Ösztöndíjjal kezdett futballozni a Gillingham FC színeiben, majd több mint 200 bajnoki után igazolt a Norwich City csapatához. 1987-ben igazolt a Manchester Unitedhez, ahol kilenc évet töltött, és ez alatt több mint 300 bajnokin lépett pályára a klub mezében, egy időben az együttes csapatkapitánya is volt. A Uniteddel szinte minden létező címet megnyert, annak ellenére, hogy klubjával sikeres volt sohasem játszott hazája válogatottjában.

## Edzőként
Bruce 1998-ban a Sheffield United FC csapatánál kezdte edzői pályafutását, majd rövid ideig a Huddersfield Town FC, a Wigan Athletic FC és a Crystal Palace menedzsere is volt. A Birmingham Cityt kétszer juttatta fel a Premier Leaguebe, majd 2009-ben ismét a Wigan Athletic FC következett. A Hull City AFC csapatát 2012-ben vette át, feljuttatta az első osztályba, a 2013-2014-es szezonban pedig bejutott az FA kupa döntőjébe.
2019. július 17-én a Newcastle United hivatalos honlapján jelentette be, hogy 3 évre szerződtette.

## Stílusa játékosként
Pályafutása korai szakaszában gyakran jellemezte a túl lelkes hozzáállás, ami sokszor okozott fegyelmi problémát. Játékstílusa később letisztult, és megbízható, sokoldalú játékos lett. Védő létére kimagaslóan sok gólt szerzett, főként igaz ez a manchesteri időszakára. Amellett, hogy kiválóan fejelt, biztos büntetőrúgónak is bizonyult. Ismert volt küzdeni tudásáról, hogy gyakran sérülten is tovább játszott.

## Sikerei, díjai
- Játékosként

Norwich City
- Angol ligakupa győztes: 1985

Manchester United
- Angol bajnok: 1992-93, 1993-94, 1995-96
- Angol ligakupa győztes: 1992
- Angol kupagyőztes: 1990, 1994, 1996
- Angol labdarúgó-szuperkupa: 1990 (megosztott), 1993, 1994
- Kupagyőztesek Európa-kupája győztes: 1991
- UEFA-szuperkupa: 1991

## Edzői statisztika
2022. március 19.
| Csapat               | Nemzet   | –tól               | –ig                | Mérleg     | Mérleg | Mérleg | Mérleg | Mérleg |
| M                    | GY       | D                  | V                  | Győzelem % |        |        |        |        |
| -------------------- | -------- | ------------------ | ------------------ | ---------- | ------ | ------ | ------ | ------ |
| Sheffield United     | angol    | 1998. július 2.    | 1999. május 17.    | 55         | 22     | 15     | 18     | 40     |
| Huddersfield Town    | angol    | 1999. május 24.    | 2000. október 16.  | 66         | 25     | 16     | 25     | 37.88  |
| Wigan Athletic       | angol    | 2001. április 4.   | 2001. május 29.    | 8          | 3      | 2      | 3      | 37.5   |
| Crystal Palace       | angol    | 2001. május 31.    | 2001. november 2.  | 18         | 11     | 2      | 5      | 61.11  |
| Birmingham City      | angol    | 2001. december 12. | 2007. november 23. | 270        | 100    | 70     | 100    | 37.04  |
| Wigan Athletic       | angol    | 2007. november 26. | 2009. június 3.    | 68         | 23     | 17     | 28     | 33.82  |
| Sunderland           | angol    | 2009. június 3.    | 2011. november 30. | 98         | 29     | 28     | 41     | 23.47  |
| Hull City            | angol    | 2011. június 8.    | 2016. július 22.   | 201        | 82     | 44     | 75     | 40.8   |
| Aston Villa          | angol    | 2016. október 12.  | 2018. október 3.   | 102        | 46     | 25     | 31     | 45.1   |
| Sheffield Wednesday  | angol    | 2019. február 1.   | 2019. július 15.   | 18         | 7      | 8      | 3      | 38.89  |
| Newcastle United     | angol    | 2019. július 17.   | 2021. október 20.  | 97         | 28     | 28     | 41     | 28.87  |
| West Bromwich Albion | ENG      | 2022. február 3.   | jelenleg is        | 9          | 2      | 3      | 4      | 22.22  |
| összesen             | összesen | összesen           | összesen           | 1009       | 378    | 257    | 374    | 37.46  |